# Sorède
Sorède [sɔʁɛdə]  ou Sureda (catalan) est une commune française située dans l'est du département des Pyrénées-Orientales, en région Occitanie. Sur le plan historique et culturel, la commune est dans le Roussillon, une ancienne province du royaume de France, qui a existé de 1659 jusqu'en 1790 et qui recouvrait les trois vigueries du Roussillon, du Conflent et de Cerdagne.
Exposée à un climat méditerranéen, elle est drainée par la Matassa, la Riberette, le Miloussa et par divers autres petits cours d'eau. La commune possède un patrimoine naturel remarquable : deux sites Natura 2000 (le « massif des Albères » et le « massif des Albères »), un espace protégé (le « Moixoses ») et cinq zones naturelles d'intérêt écologique, faunistique et floristique.
Sorède est une commune urbaine qui compte 3 500 habitants en 2022, après avoir connu une forte hausse de la population depuis 1962. Elle est dans l'agglomération de Saint-Cyprien et fait partie de l'aire d'attraction de Perpignan. Ses habitants sont appelés les Sorédiens ou  Sorédiennes.

## Géographie

### Localisation
La commune de Sorède se trouve dans le département des Pyrénées-Orientales, en région Occitanie et est frontalière avec l'Espagne (Catalogne).
Elle se situe à 19 km à vol d'oiseau de Perpignan, préfecture du département, et à 17 km de Céret, sous-préfecture.
Les communes les plus proches sont : 
Laroque-des-Albères (2,2 km), Saint-André (2,7 km), Saint-Génis-des-Fontaines (3,1 km), Villelongue-dels-Monts (4,4 km), Palau-del-Vidre (4,7 km), Argelès-sur-Mer (5,8 km), Brouilla (5,9 km), Ortaffa (6,1 km).
Sur le plan historique et culturel, Sorède fait partie de l'ancienne province du royaume de France, le Roussillon, qui a existé de 1659 jusqu'à la création du département des Pyrénées-Orientales en 1790 et qui recouvrait les trois vigueries du Roussillon, du Conflent et de Cerdagne.

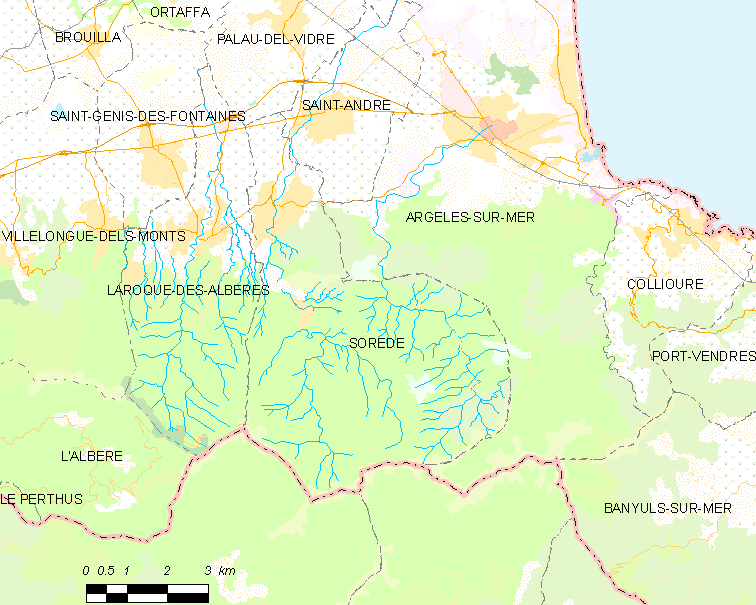
Situation de la commune.

| Palau-del-Vidre       | Saint-André       |                 |
| Laroque-des-Albères   | Sorède            | Argelès-sur-Mer |
| La Jonquera (Espagne) | Espolla (Espagne) |                 |

### Géologie et relief

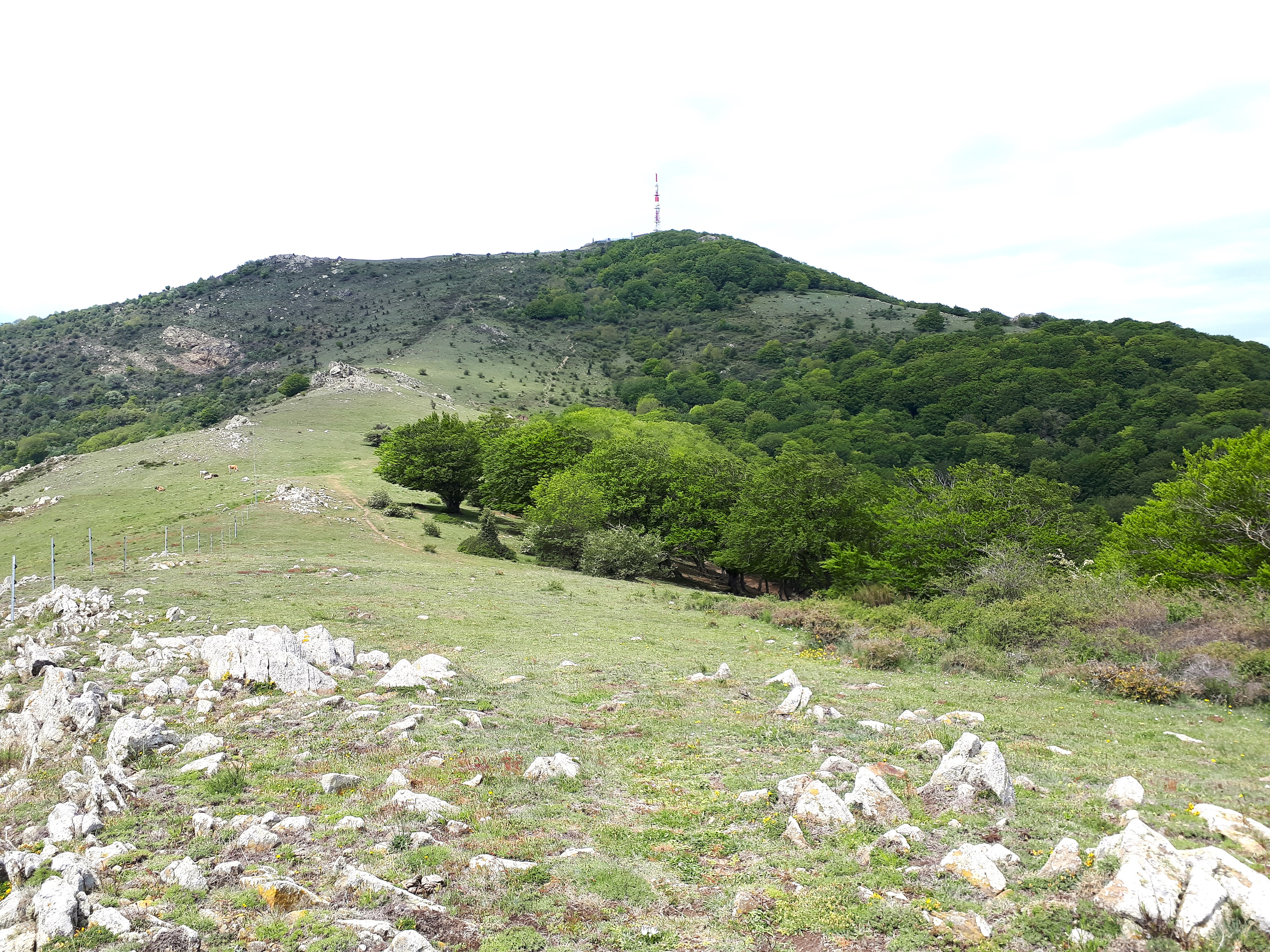
Pic Néoulous, vu de l'est depuis la crête frontalière entre la France (à droite, commune de Sorède) et l'Espagne.

Le territoire de Sorède comporte 3 460 hectares dont 850 de plaine entre 38 et 120 mètres d'altitude, ainsi que 2 610 hectares de montagne entre 120 et 1 241 m d'altitude (soit les deux tiers du territoire global).
La montagne dessine trois chaînons qui enclavent deux vallées principales : la vallée de la Fargue, plus connue comme « vallée Heureuse » à l'ouest ; et la vallée de Lavail à l'est. Le point culminant de la commune est à proximité du pic du Néoulous (1 257 mètres).
La commune est classée en zone de sismicité 3, correspondant à une sismicité modérée.

### Hydrographie

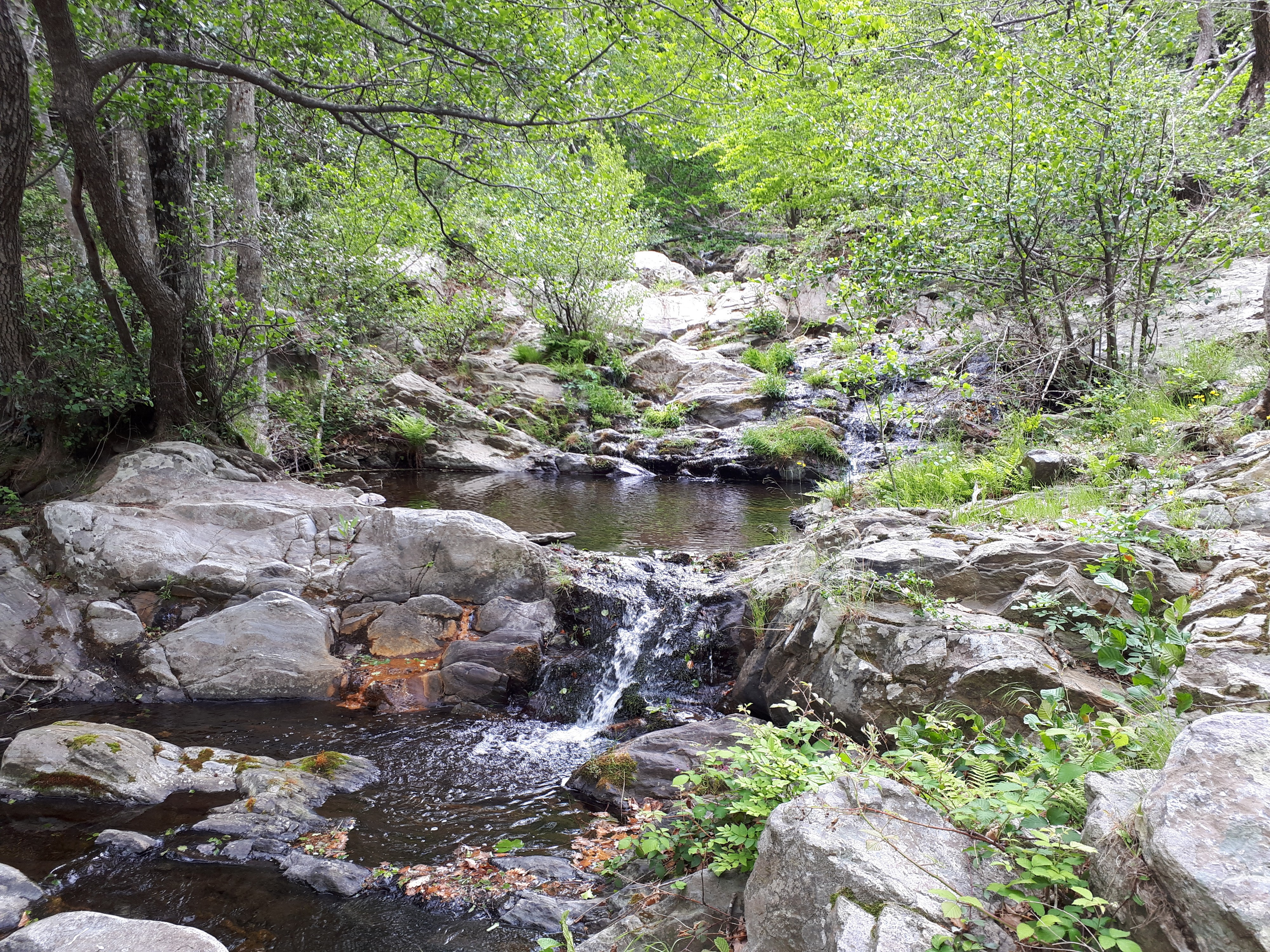
Le Tassio dans la partie supérieure de sa vallée, altitude 620 mètres, commune de Sorède.

On compte deux cours d'eau principaux qui délimitent deux vallées : la rivière de Sorède ou Tassio (délimitant Vallée de la Fargue), et la Massane (délimitant la vallée de Lavail). Chacun de ces cours d'eau est un fleuve côtier et bénéficient de nombreux affluents.
Le village est bâti en piémont de la montagne de part et d'autre du Tassio.

### Climat
Pour des articles plus généraux, voir Climat de l'Occitanie et Climat des Pyrénées-Orientales.
En 2010, le climat de la commune est de type climat méditerranéen franc, selon une étude du CNRS s'appuyant sur une série de données couvrant la période 1971-2000. En 2020, Météo-France publie une typologie des climats de la France métropolitaine dans laquelle la commune est exposée à un climat méditerranéen et est dans la région climatique Provence, Languedoc-Roussillon, caractérisée par une pluviométrie faible en été, un très bon ensoleillement (2 600 h/an), un été chaud (21,5 °C), un air très sec en été, sec en toutes saisons, des vents forts (fréquence de 40 à 50 % de vents > 5 m/s) et peu de brouillards.
Pour la période 1971-2000, la température annuelle moyenne est de 15,4 °C, avec une amplitude thermique annuelle de 15,1 °C. Le cumul annuel moyen de précipitations est de 805 mm, avec 5,2 jours de précipitations en janvier et 3,1 jours en juillet. Pour la période 1991-2020, la température moyenne annuelle observée sur la station météorologique la plus proche, située sur la commune du Perthus à 11 km à vol d'oiseau, est de 15,4 °C et le cumul annuel moyen de précipitations est de 849,6 mm,. Pour l'avenir, les paramètres climatiques de la commune estimés pour 2050 selon différents scénarios d’émission de gaz à effet de serre sont consultables sur un site dédié publié par Météo-France en novembre 2022.

### Milieux naturels et biodiversité

#### Espaces protégés
La protection réglementaire est le mode d’intervention le plus fort pour préserver des espaces naturels remarquables et leur biodiversité associée,.
Un  espace protégé est présent sur la commune : 
le « Moixoses », une réserve biologique dirigée, d'une superficie de 698,6 ha.

#### Réseau Natura 2000

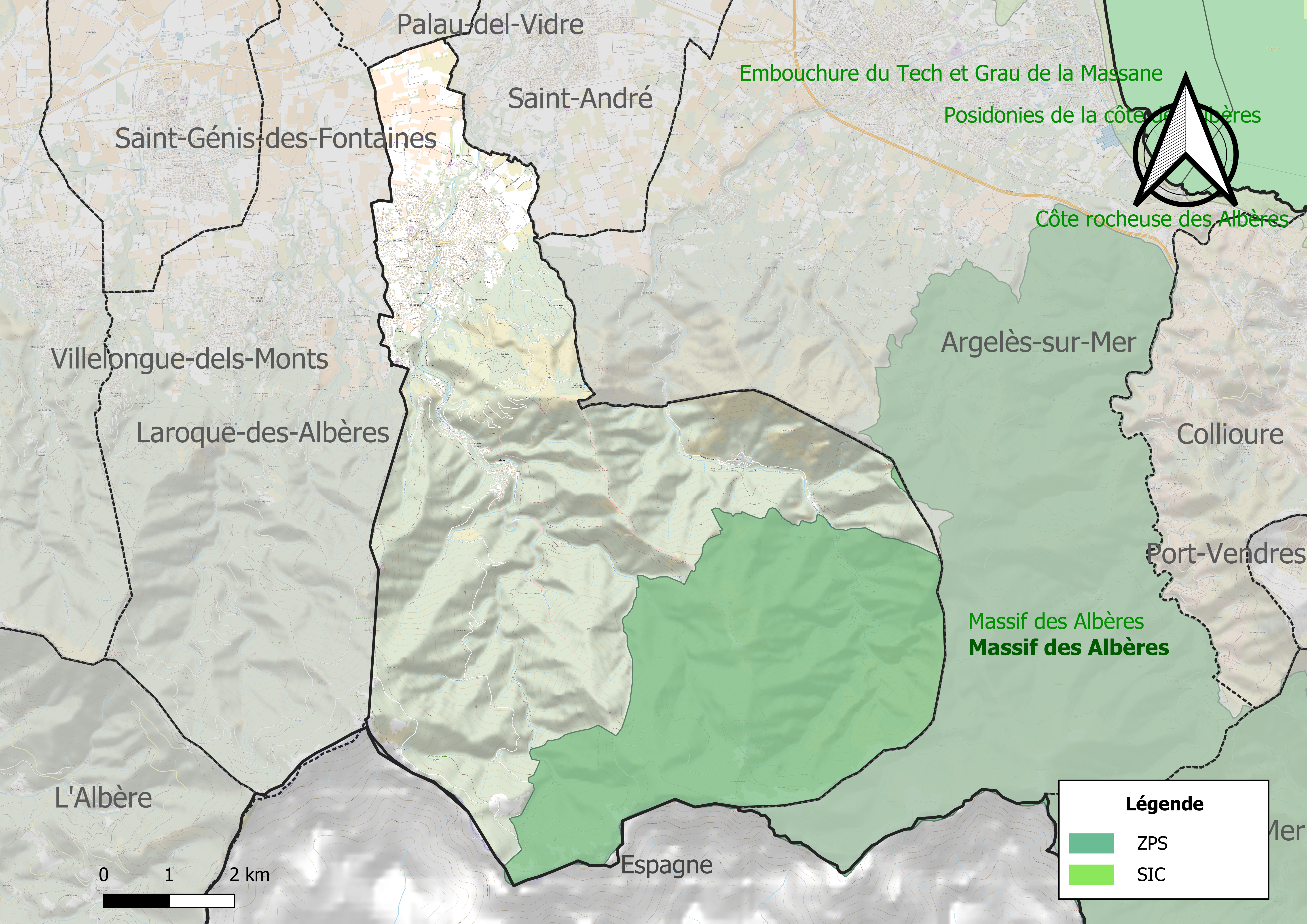
Site Natura 2000 sur le territoire communal.

Le réseau Natura 2000 est un réseau écologique européen de sites naturels d'intérêt écologique élaboré à partir des directives habitats et oiseaux, constitué de zones spéciales de conservation (ZSC) et de zones de protection spéciale (ZPS).
Un site Natura 2000 a été défini sur la commune au titre de la directive habitats.
- le « massif des Albères », d'une superficie de 6 978 ha, accueille une série remarquable d'étages de végétation, du thermo méditerranéen (parties abritées proches du littoral) au montagnard  (hétraies, milieux rocheux, nardaies), en passant par le méditerranéen (maquis, chênaies)[20]. et  au titre de la directive oiseaux[19]
- le « massif des Albères », d'une superficie de 7 113 ha, se trouve sur l'axe migratoire majeur de la partie orientale des Pyrénées et inclut les principaux cols fréquentés lors des passages migratoires de printemps et d'automne[21].

#### Zones naturelles d'intérêt écologique, faunistique et floristique
L’inventaire des zones naturelles d'intérêt écologique, faunistique et floristique (ZNIEFF) a pour objectif de réaliser une couverture des zones les plus intéressantes sur le plan écologique, essentiellement dans la perspective d’améliorer la connaissance du patrimoine naturel national et de fournir aux différents décideurs un outil d’aide à la prise en compte de l’environnement dans l’aménagement du territoire.
Quatre ZNIEFF de type 1 sont recensées sur la commune :
- les « crêtes de pic Neoulos » (366 ha), couvrant 3 communes du département[23] ;
- la « forêt de la Massane » (359 ha), couvrant 2 communes du département[24] ;
- le « ravin de la Massane » (1 332 ha), couvrant 2 communes du département[25] ;
- le « ravin des Mouchouses » (485 ha)[26] ;

et une ZNIEFF de type 2, : 
le « massif des Albères » (10 837 ha), couvrant 10 communes du département.

Carte des ZNIEFF de type 1 et 2 à Sorède.
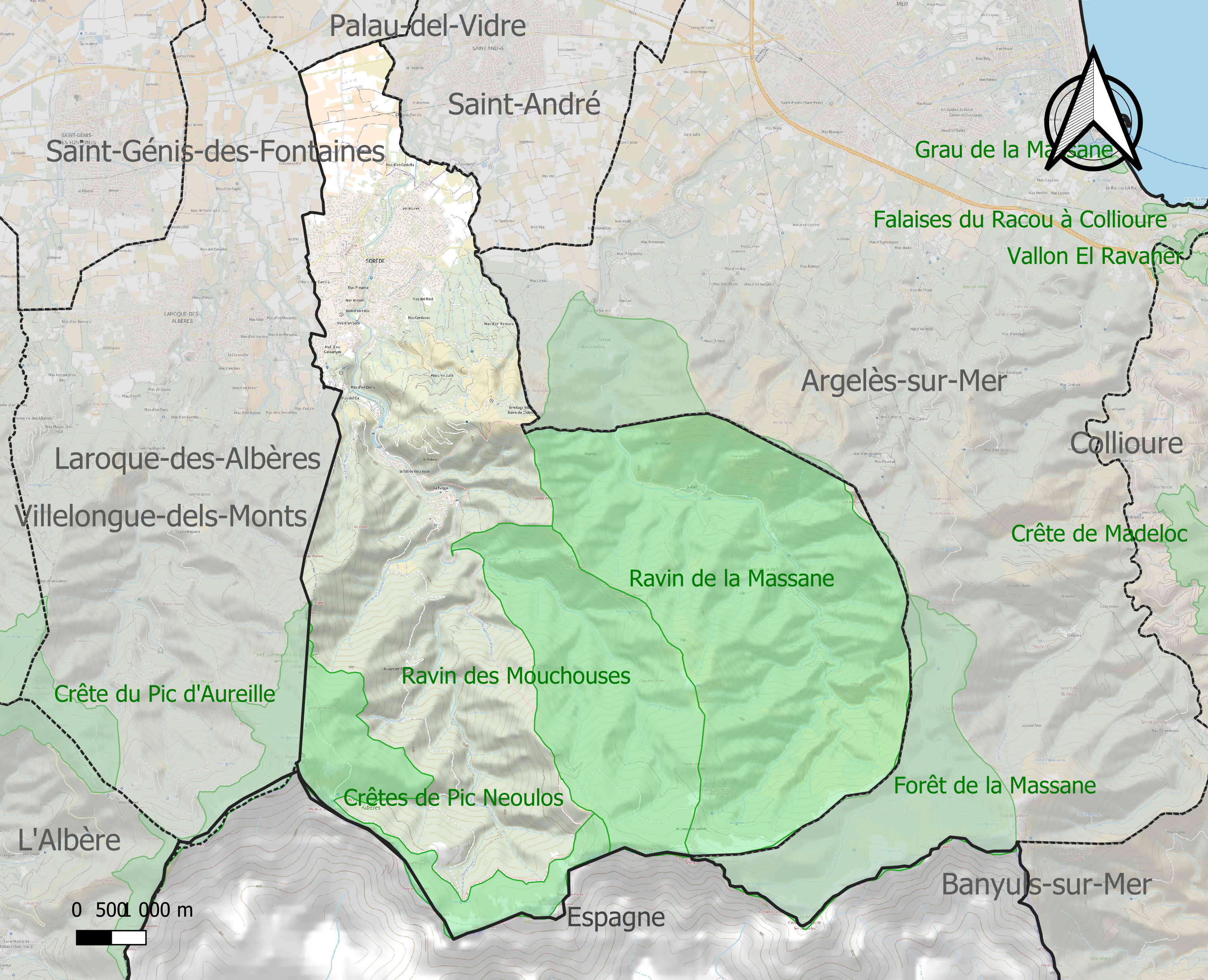
Carte des ZNIEFF de type 1 sur la commune.
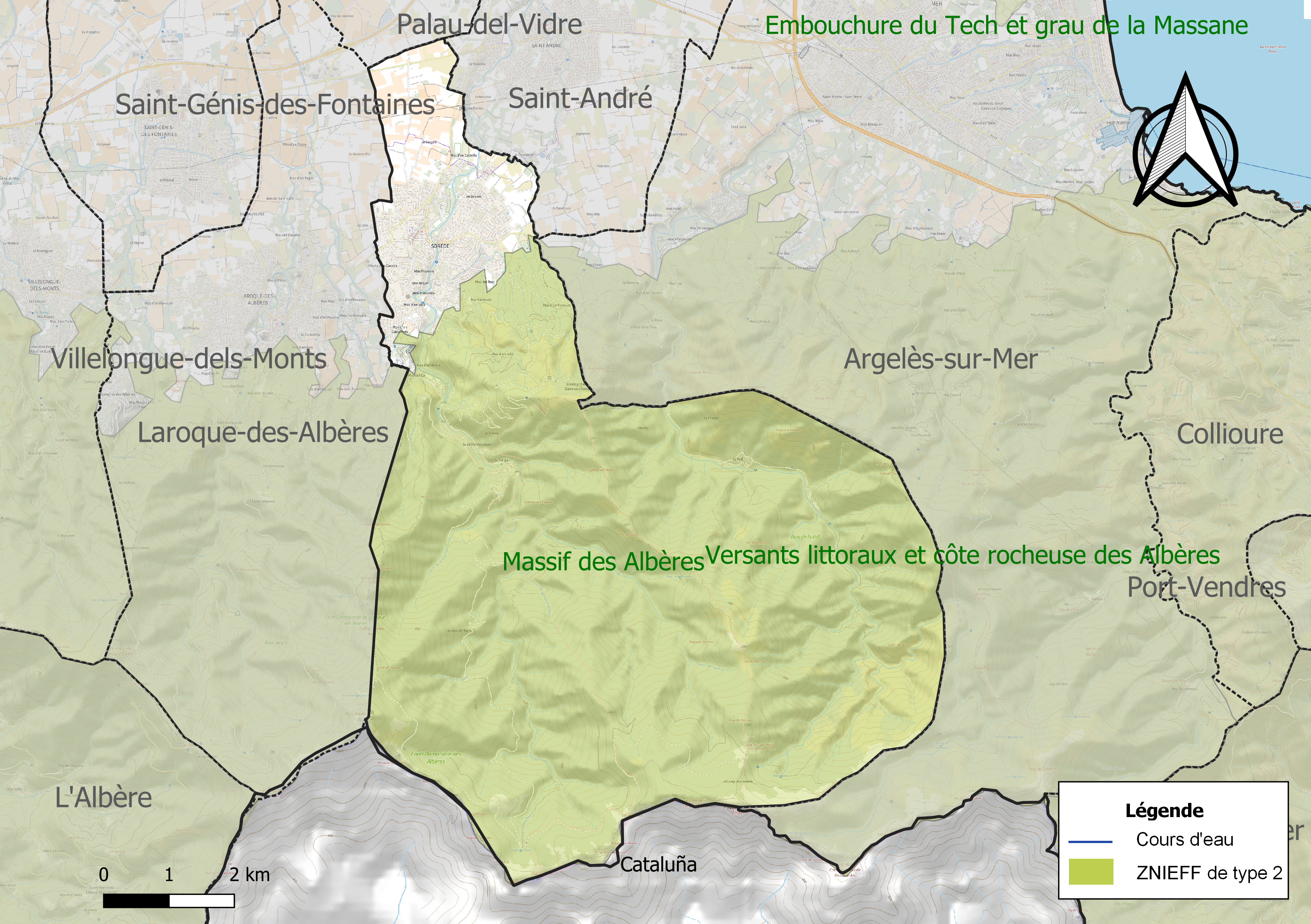
Carte de la ZNIEFF de type 2 sur la commune.

## Urbanisme

### Typologie
Au 1er janvier 2024, Sorède est catégorisée petite ville, selon la nouvelle grille communale de densité à sept niveaux définie par l'Insee en 2022.
Elle appartient à l'unité urbaine de Saint-Cyprien, une agglomération intra-départementale regroupant quatorze  communes, dont elle est une commune de la banlieue,,. Par ailleurs la commune fait partie de l'aire d'attraction de Perpignan, dont elle est une commune de la couronne,. Cette aire, qui regroupe 118 communes, est catégorisée dans les aires de 200 000 à moins de 700 000 habitants,.

### Occupation des sols
L'occupation des sols de la commune, telle qu'elle ressort de la base de données européenne d’occupation biophysique des sols Corine Land Cover (CLC), est marquée par l'importance des forêts et milieux semi-naturels (86,8 % en 2018), une proportion identique à celle de 1990 (86,8 %). La répartition détaillée en 2018 est la suivante : 
forêts (67,5 %), milieux à végétation arbustive et/ou herbacée (17,7 %), zones urbanisées (6,2 %), cultures permanentes (4,8 %), zones agricoles hétérogènes (2,2 %), espaces ouverts, sans ou avec peu de végétation (1,6 %). L'évolution de l’occupation des sols de la commune et de ses infrastructures peut être observée sur les différentes représentations cartographiques du territoire : la carte de Cassini (XVIIIe siècle), la carte d'état-major (1820-1866) et les cartes ou photos aériennes de l'IGN pour la période actuelle (1950 à aujourd'hui).

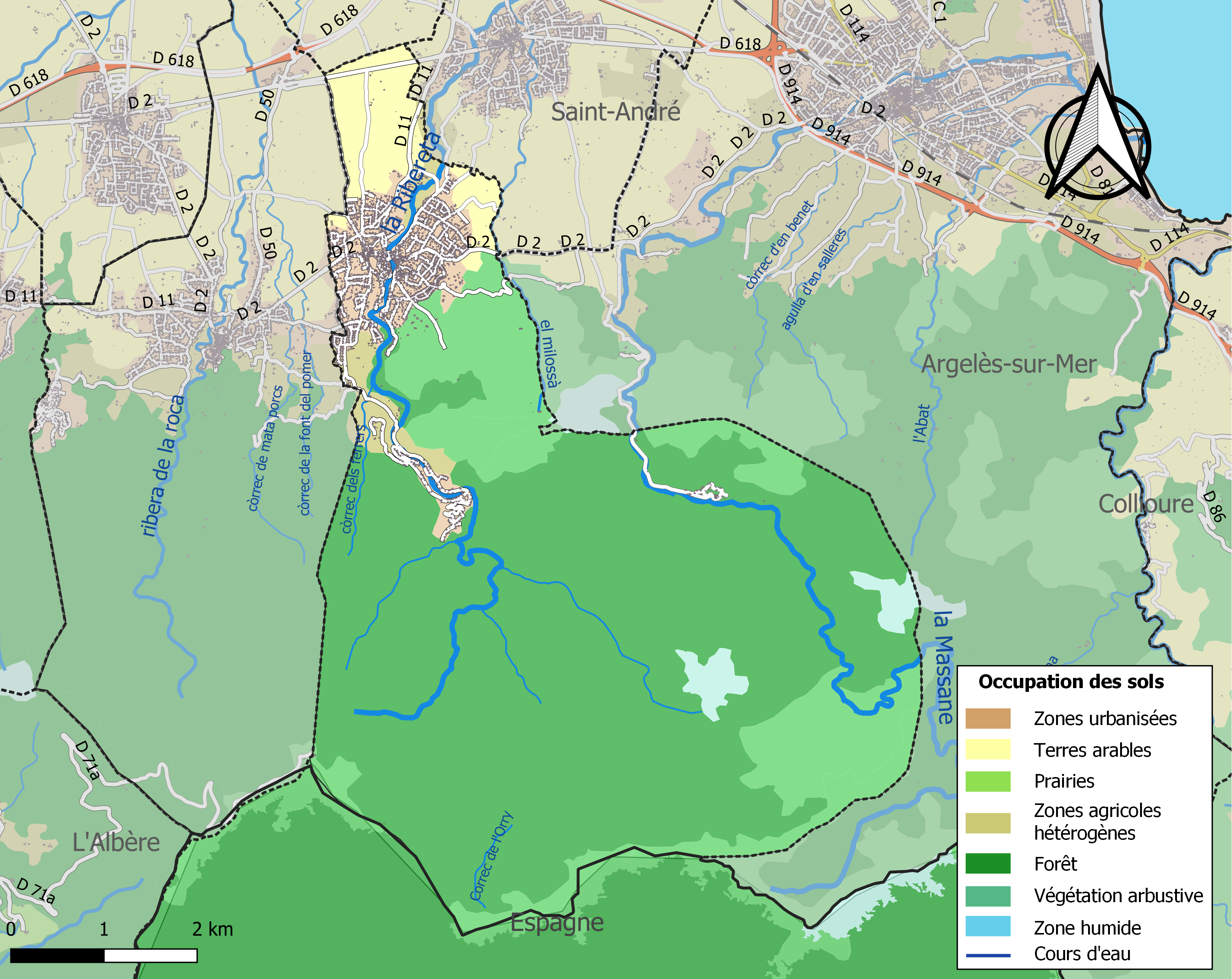
Carte des infrastructures et de l'occupation des sols de la commune en 2018 (CLC).

### Voies de communication et transports
Les lignes 550 (Céret - Argelès-sur-Mer) et 553 (Saint-Génis-des-Fontaines - Gare de Perpignan) du réseau régional liO assurent la desserte de la commune.

### Risques majeurs
Le territoire de la commune de Sorède est vulnérable à différents aléas naturels : inondations, climatiques (grand froid ou canicule), feux de forêts, mouvements de terrains et séisme (sismicité modérée). Il est également exposé à un risque particulier, le risque radon,.

#### Risques naturels
Certaines parties du territoire communal sont susceptibles d’être affectées par le risque d’inondation par crue torrentielle de cours d'eau du bassin du Tech.
Les mouvements de terrains susceptibles de se produire sur la commune sont soit des mouvements liés au retrait-gonflement des argiles, soit des glissements de terrains, soit des chutes de blocs, soit des effondrements liés à des cavités souterraines. Une cartographie nationale de l'aléa retrait-gonflement des argiles permet de connaître les sols argileux ou marneux susceptibles vis-à-vis de ce phénomène. L'inventaire national des cavités souterraines permet par ailleurs de localiser celles situées sur la commune.
Ces risques naturels sont pris en compte dans l'aménagement du territoire de la commune par le biais d'un plan de prévention des risques inondations, mouvements de terrains et feux de forêts.

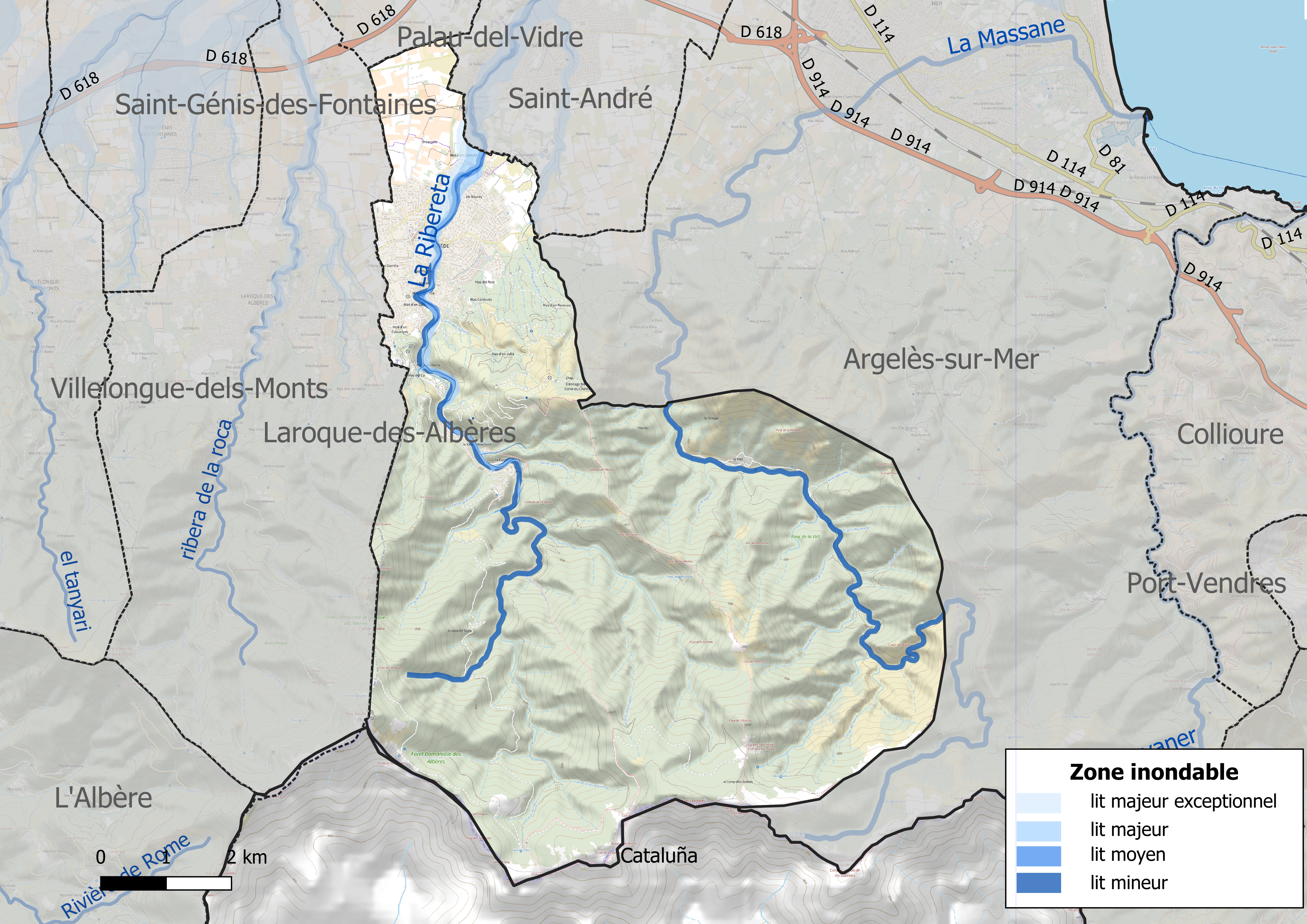
Carte des zones inondables.
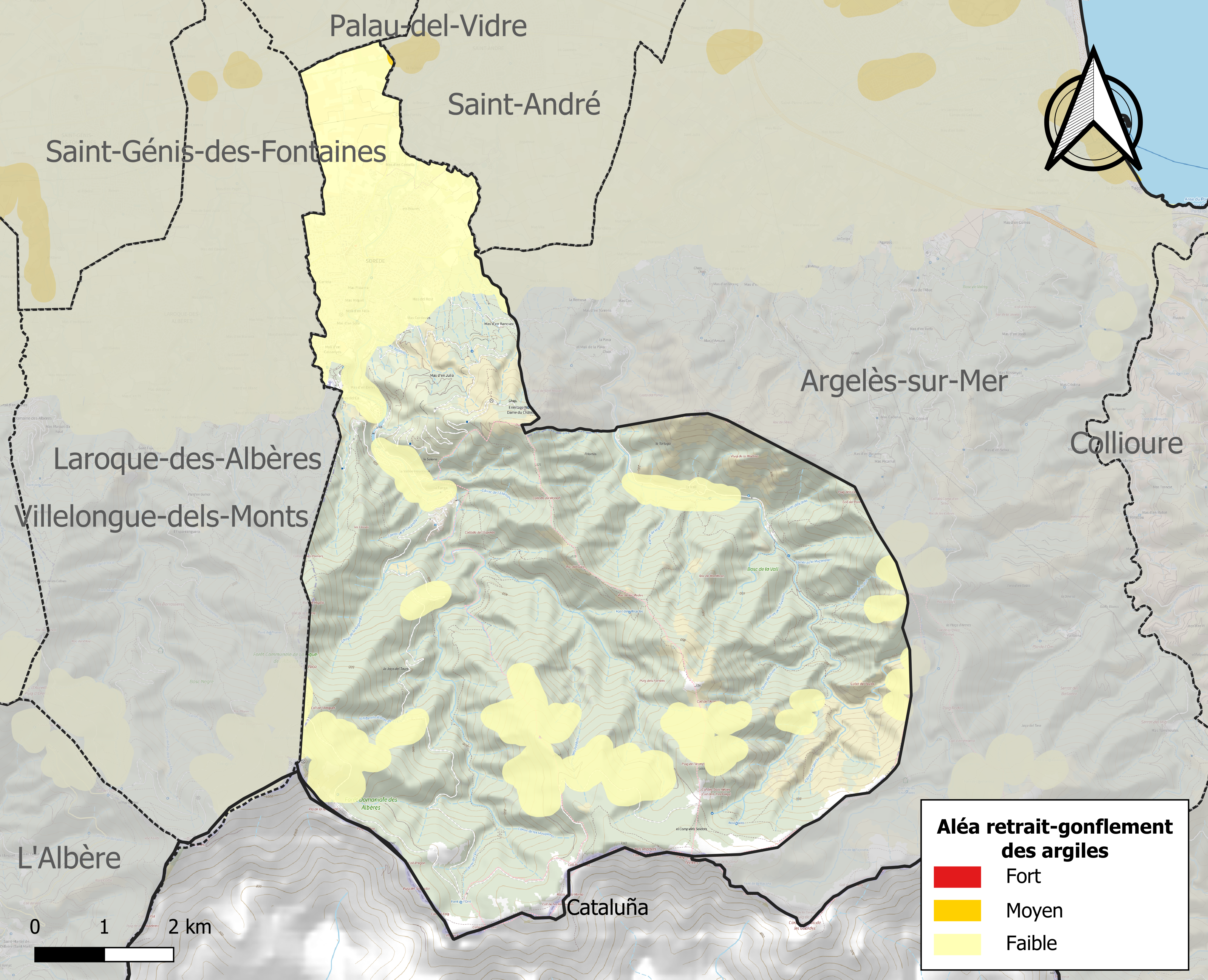
Carte des zones d'aléa retrait-gonflement des argiles.

#### Risque particulier
Dans plusieurs parties du territoire national, le radon, accumulé dans certains logements ou autres locaux, peut constituer une source significative d’exposition de la population aux rayonnements ionisants. Toutes les communes du département sont concernées par le risque radon à un niveau plus ou moins élevé. Selon la classification de 2018, la commune de Sorède est classée en zone 3, à savoir zone à potentiel radon significatif.

## Toponymie
En catalan, le nom de la commune est Sureda. Le nom de Sorède vient du latin suber : liège, auquel s'est ajouté le suffixe -eta, donnant subereta : « forêt de chênes-lièges ». On trouve de nombreux toponymes ayant la même origine dans tout le Roussillon. Sorède est mentionnée dès le IXe siècle sous l'appellation Suvereda, laquelle donna Sureta, puis Sureda, francisé en Sorède au XVIIIe siècle.

## Histoire
Les origines du village sont difficiles à dater. Il semblerait que le site ait été occupé depuis le Néolithique.
Le village est mentionné pour la première fois en l'an 898 dans un registre juridique où il est désigné sous le nom de locum Sunvereta. Le château seigneurial fut bâti aux alentours de l'an 950.
En 1175 le roi Alphonse II d'Aragon désigne le comte Durban comme seigneur de Sorède, sa lignée se perpétua jusqu'en 1264. Ensuite Jacques Ier d'Aragon donne la seigneurie à Arnaud de Castelnou, à sa mort son épouse Béatrice de Château-Roussillon en hérite, mais en 1344 Pierre IV d'Aragon dépossède Jacques II de Majorque de son royaume et nomme Rocasalva seigneur de Sorède.
La seigneurie passe à plusieurs familles jusqu'en 1598, avant de passer à Gaston de Foix et Béarn, damoiseau de Perpignan. Son épouse, Jeanne de Vilaplana, lui succède et est à l'origine de la destruction du vieux château d'Ultrère en 1675. La seigneurie passe ensuite à la famille d'Oms par le mariage de la fille de Jeanne de Vilaplana avec Jean d'Oms. François-Xavier d'Oms sera le dernier seigneur de Sorède à la Révolution française.
La commune de Lavail est rattachée à celle de Sorède le 18 décembre 1822.

## Politique et administration

### Canton
En 1790, la commune de Sorède est incluse dans le canton d'Argelès au sein du district de Céret. Elle est rattachée au canton de Laroque en 1793 puis revient au canton d'Argelès en 1801, dont elle a fait partie depuis. À compter de mars 2015, la commune est incluse dans le nouveau canton de Vallespir-Albères.

### Liste des maires
| Période                                  | Période   | Identité       | Étiquette                | Qualité                                                                          |
| ---------------------------------------- | --------- | -------------- | ------------------------ | -------------------------------------------------------------------------------- |
| 1947                                     | 1965      | Joseph Gri     |                          |                                                                                  |
| 1966                                     | mars 1989 | André Cavaillé |                          |                                                                                  |
| mars 1989                                | En cours  | Yves Porteix,  | UDF puis MoDem puis LREM | Pharmacien 3e vice-président de la CC Albères Côte Vermeille Illibéris (2017 → ) |
| Les données manquantes sont à compléter. |           |                |                          |                                                                                  |

## Population et société

### Démographie ancienne
La population est exprimée en nombre de feux (f) ou d'habitants (H).
| 1378 | 1470 | 1515 | 1553 | 1643 | 1720 | 1730 | 1767  | 1774 |
| ---- | ---- | ---- | ---- | ---- | ---- | ---- | ----- | ---- |
| 22 f | 18 f | 21 f | 15 f | 24 f | 78 f | 84 f | 495 H | 84 f |

| 1789  | - | - | - | - | - | - | - | - |
| ----- | - | - | - | - | - | - | - | - |
| 172 f | - | - | - | - | - | - | - | - |

### Démographie contemporaine
L'évolution du nombre d'habitants est connue à travers les recensements de la population effectués dans la commune depuis 1793. Pour les communes de moins de 10 000 habitants, une enquête de recensement portant sur toute la population est réalisée tous les cinq ans, les populations de référence des années intermédiaires étant quant à elles estimées par interpolation ou extrapolation. Pour la commune, le premier recensement exhaustif entrant dans le cadre du nouveau dispositif a été réalisé en 2006.

En 2022, la commune comptait 3 500 habitants, en évolution de +7,83 % par rapport à 2016 (Pyrénées-Orientales : +3,92 %, France hors Mayotte : +2,11 %).
| 1793 | 1800 | 1806 | 1821 | 1831  | 1836  | 1841  | 1846  | 1851  |
| ---- | ---- | ---- | ---- | ----- | ----- | ----- | ----- | ----- |
| 415  | 689  | 839  | 939  | 1 050 | 1 200 | 1 218 | 1 266 | 1 283 |

| 1856  | 1861  | 1866  | 1872  | 1876  | 1881  | 1886  | 1891  | 1896  |
| ----- | ----- | ----- | ----- | ----- | ----- | ----- | ----- | ----- |
| 1 318 | 1 303 | 1 338 | 1 273 | 1 391 | 1 560 | 1 617 | 1 552 | 1 504 |

| 1901  | 1906  | 1911  | 1921  | 1926  | 1931  | 1936  | 1946  | 1954  |
| ----- | ----- | ----- | ----- | ----- | ----- | ----- | ----- | ----- |
| 1 585 | 1 609 | 1 583 | 1 452 | 1 374 | 1 355 | 1 318 | 1 103 | 1 075 |

| 1962  | 1968  | 1975  | 1982  | 1990  | 1999  | 2006  | 2011  | 2016  |
| ----- | ----- | ----- | ----- | ----- | ----- | ----- | ----- | ----- |
| 1 138 | 1 164 | 1 491 | 1 896 | 2 160 | 2 699 | 2 926 | 3 050 | 3 246 |

| 2021  | 2022  | - | - | - | - | - | - | - |
| ----- | ----- | - | - | - | - | - | - | - |
| 3 448 | 3 500 | - | - | - | - | - | - | - |

Note : À partir de 1826, le recensement inclut la population de La Vall, annexée à Sorède en 1822.
| selon la population municipale des années : | 1968 | 1975 | 1982 | 1990 | 1999 | 2006 | 2009 | 2013 |
| Rang de la commune dans le département      | 43   | 41   | 37   | 36   | 31   | 34   | 38   | 40   |
| Nombre de communes du département           | 232  | 217  | 220  | 225  | 226  | 226  | 226  | 226  |

### Enseignement
Sorède dispose d'une école maternelle publique, avec un effectif de 71 élèves en 2014, ainsi que d'une école élémentaire publique, avec un effectif de 130 élèves en 2014 répartis sur cinq classes.

### Manifestations culturelles et festivités
- Fête patronale : 17 novembre[53] ;
- Fête communale : Pentecôte[53] ;
- Fête de Saint-Martin de Lavall: 11 novembre[53] ;
- Fête de Notre-Dame du Château : 16 août[53].

### Santé
Sorède dispose d'une pharmacie depuis quelques années. Sorède possédait aussi un médecin/sorcier avant que celui ci ne décède en 2022. Les sorédiens profite essentiellement de leur proximité avec les villages voisins comme Saint-André, Saint-Génis ou Argeles pour un accès facile au soin.

### Sports

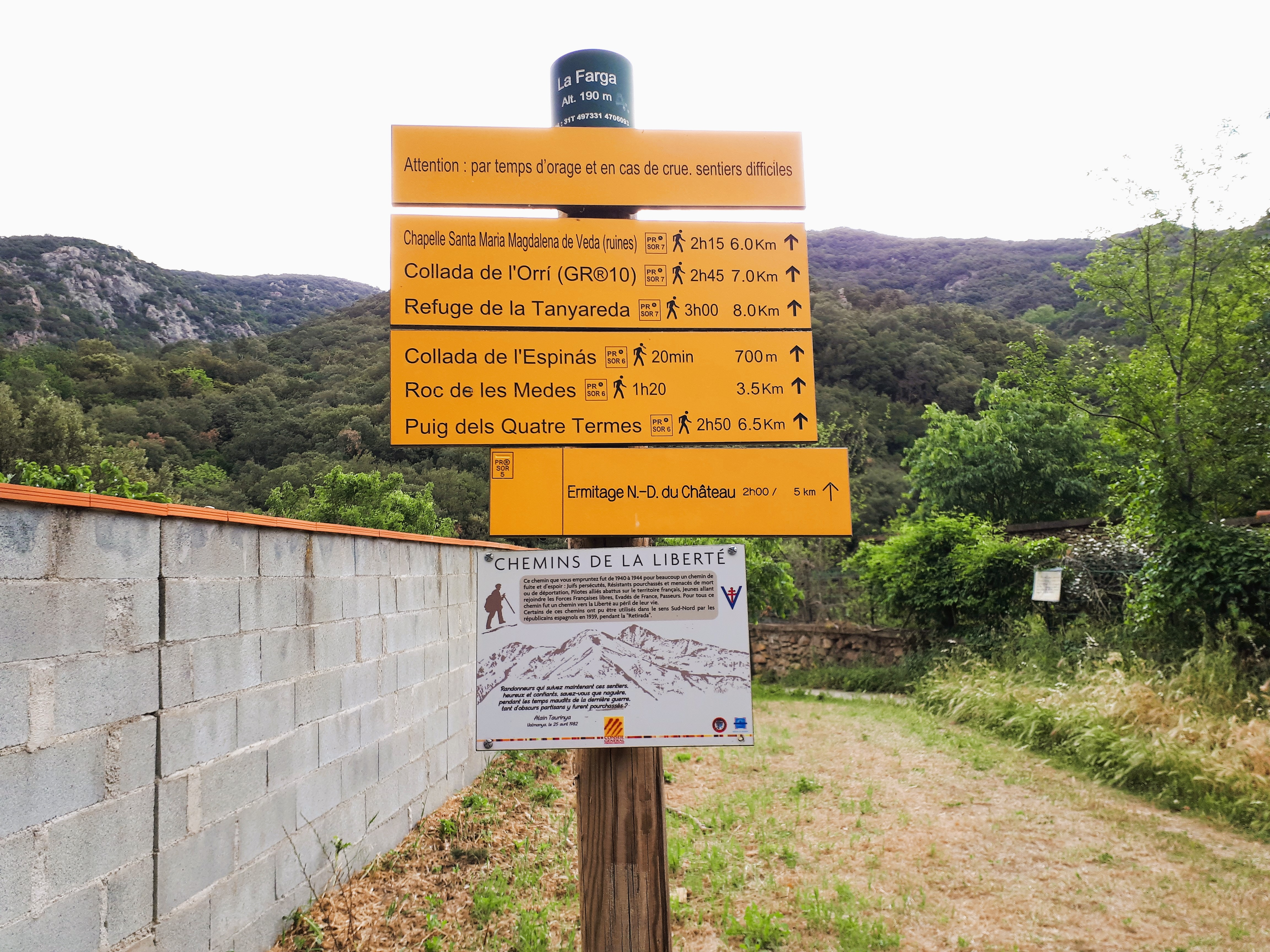
Panneau indiquant le départ de différents circuits de randonnée à La Farga, Sorède.

Les sites d'escalade du château d'Ultrera et du Rocher Saint Michel (Puig Sant Miquel), proche de la chapelle Notre-Dame et accessible par une piste depuis Sorède, mais administrativement sur la commune d'Argelès-sur-Mer, sont les principaux sites d'escalade du Massif des Albères. Un arrêté municipal d'Argelès-sur-Mer du 17 novembre 2017 interdit la pratique de l'escalade sur une partie du site qui reste partiellement autorisée et soutenue par la Fédération française de la montagne et de l'escalade (FFME),.
Au sommet du Puig Naud (Puig Nalt), se trouve un site de vol libre (parapente et deltaplane).
Il y a plusieurs itinéraires de randonnée, balisés PR (Promenade et randonnée) par la Fédération Française de la Randonnée Pédestre. Les plus notables sont :
- L'ermitage Notre-Dame-du-Château depuis le village, site historique particulièrement remarquable dans les Albères, d'où il est possible de poursuivre vers le puig dels Quatre Termes, sommet situé sur la crête frontière avec l'Espagne. L'aller-retour vers l'ermitage est un itinéraire assez prisé et possède l'avantage d'être assez court.
- Le puig Neulos, point culminant des Albères, possède une voie partant du mas del Ca, juste avant la vallée des Tortues. La montée y est beaucoup plus longue, passant par le roc du Midi et la font del Puig Neulos. Une randonnée encore plus sportive consiste à revenir au mas del Ca par la collada de l'Orri, après avoir suivi la crête frontière.
- Au départ du hameau de la Vall (souvent inaccessible en voiture durant la saison estivale) peut se faire une courte et raide randonnée vers le belvédère incontournable de la tour de la Massane. Il s'agit d'une alternative plus brève à la voie partant du château de Valmy, situé dans la commune d'Argelès-sur-Mer.

## Économie

### Revenus
En 2018, la commune compte 1 591 ménages fiscaux, regroupant 3 254 personnes. La médiane du revenu disponible par unité de consommation est de 21 690 € (19 350 € dans le département). 50 % des ménages fiscaux sont imposés (42,1 % dans le département).

### Emploi
|                | 2008   | 2013   | 2018   |
| -------------- | ------ | ------ | ------ |
| Commune        | 10,8 % | 10 %   | 13,8 % |
| Département    | 10,3 % | 12,9 % | 13,3 % |
| France entière | 8,3 %  | 10 %   | 10 %   |

En 2018, la population âgée de 15 à 64 ans s'élève à 1 751 personnes, parmi lesquelles on compte 69,3 % d'actifs (55,6 % ayant un emploi et 13,8 % de chômeurs) et 30,7 % d'inactifs,. Depuis 2008, le taux de chômage communal (au sens du recensement) des 15-64 ans est supérieur à celui de la France et du département.
La commune fait partie de la couronne de l'aire d'attraction de Perpignan, du fait qu'au moins 15 % des actifs travaillent dans le pôle,. Elle compte 532 emplois en 2018, contre 523 en 2013 et 481 en 2008. Le nombre d'actifs ayant un emploi résidant dans la commune est de 983, soit un indicateur de concentration d'emploi de 54,1 % et un taux d'activité parmi les 15 ans ou plus de 42 %.
Sur ces 983 actifs de 15 ans ou plus ayant un emploi, 286 travaillent dans la commune, soit 29 % des habitants. Pour se rendre au travail, 84,4 % des habitants utilisent un véhicule personnel ou de fonction à quatre roues, 2,4 % les transports en commun, 8,9 % s'y rendent en deux-roues, à vélo ou à pied et 4,4 % n'ont pas besoin de transport (travail au domicile).

### Activités hors agriculture

#### Secteurs d'activités
236 établissements sont implantés  à Sorède au 31 décembre 2019. Le tableau ci-dessous en détaille le nombre par secteur d'activité et compare les ratios avec ceux du département,.
| Secteur d'activité                                                                                        | Commune | Commune | Département |
| Secteur d'activité                                                                                        | Nombre  | %       | %           |
| --- | ------- | ------- | ----------- |
| Ensemble                                                                                                  | 236     | 100 %   | (100 %)     |
| Industrie manufacturière, industries extractives et autres                                                | 12      | 5,1 %   | (8,7 %)     |
| Construction                                                                                              | 35      | 14,8 %  | (14,3 %)    |
| Commerce de gros et de détail, transports, hébergement et restauration                                    | 49      | 20,8 %  | (30,5 %)    |
| Information et communication                                                                              | 5       | 2,1 %   | (1,9 %)     |
| Activités financières et d'assurance                                                                      | 7       | 3 %     | (3 %)       |
| Activités immobilières                                                                                    | 14      | 5,9 %   | (6,2 %)     |
| Activités spécialisées, scientifiques et techniques et activités de services administratifs et de soutien | 35      | 14,8 %  | (13 %)      |
| Administration publique, enseignement, santé humaine et action sociale                                    | 52      | 22 %    | (13,9 %)    |
| Autres activités de services                                                                              | 27      | 11,4 %  | (8,5 %)     |

Le secteur de l'administration publique, l'enseignement, la santé humaine et l'action sociale est prépondérant sur la commune puisqu'il représente 22 % du nombre total d'établissements de la commune (52 sur les 236 entreprises implantées  à Sorède), contre 13,9 % au niveau départemental.

#### Entreprises et commerces
Les cinq entreprises ayant leur siège social sur le territoire communal qui génèrent le plus de chiffre d'affaires en 2020 sont : 
- Fruidis, commerce de gros (commerce interentreprises) de fruits et légumes (7 104 k€)
- Clarkene, autres commerces de détail spécialisés divers (355 k€)
- Specialiste Leurres, vente à distance sur catalogue spécialisé (294 k€)
- Maison Thomassin, commerce de détail de viandes et de produits à base de viande en magasin spécialisé (195 k€)
- Chez Christine Et Antoine, commerce de détail de fruits et légumes en magasin spécialisé (130 k€)

Sorède détient la dernière fabrique mondiale de fouet en bois de micocoulier, arbre de la famille de l'orme cultivé depuis le XIIIe siècle. Cette activité patrimoniale depuis le XVIIIe siècle consiste en une fabrication artisanale d'articles de sport équestre et de chasse avec le renommé « Fouet de Perpignan » en bois de Micocouliers,.

### Agriculture
La commune est dans la « plaine du Roussillon », une petite région agricole occupant la bande côtière et une grande partie centrale du département des Pyrénées-Orientales. En 2020, l'orientation technico-économique de l'agriculture  sur la commune est la viticulture.
|               | 1988  | 2000 | 2010 | 2020 |
| ------------- | ----- | ---- | ---- | ---- |
| Exploitations | 74    | 37   | 12   | 10   |
| SAU (ha)      | 1 608 | 501  | 376  | 732  |

Le nombre d'exploitations agricoles en activité et ayant leur siège dans la commune est passé de 74 lors du recensement agricole de 1988  à 37 en 2000 puis à 12 en 2010 et enfin à 10 en 2020, soit une baisse de 86 % en 32 ans. Le même mouvement est observé à l'échelle du département qui a perdu pendant cette période 73 % de ses exploitations,. La surface agricole utilisée sur la commune a également diminué, passant de 1608 ha en 1988 à 732 ha en 2020. Parallèlement la surface agricole utilisée moyenne par exploitation a augmenté, passant de 22 à 73 ha.

## Culture locale et patrimoine

### Monuments et lieux touristiques
- L’église Saint-Assiscle-et-Sainte-Victoire est mentionnée pour la première fois en 1052, et rebâtie au XIVe siècle dans le style gothique. Cette seconde église disparut à son tour, semble-t-il car elle fut trop petite, il en reste cependant quelques fragments de murs dans le chœur. La troisième église, celle que l'on peut voir aujourd'hui, date des années 1730. Elle renferme notamment un élégant retable de Notre-Dame du Rosaire du XVIIIe siècle, de style baroque tardif catalan, et des fragments d'un ancien retable du maître-autel détruit au XIXe siècle, également baroque. La majorité des éléments mobiliers sont néogothique, dont les vitraux, de belle facture, issus de l'atelier du Carmel du Mans. Au-dessus de la porte principale, encastré dans le mur, un chapiteau roman, qui provient de l'ancien cloître de l'abbaye Saint-André-de-Sorède.
- La chapelle Notre-Dame du Château d'Ultrera date XVIIIe siècle, et les ruines du château d'Ultrera (VIIIe – XVe siècles). Le château d'Ultrera se trouve en fait sur le territoire d'Argelès-sur-Mer mais est lié historiquement à Sorède. L'église Sainte-Marie d'Ultrera, en ruines, est quant à elle l'ancienne chapelle du château d'Ultrera.
- Chapelle du Christ.
- L'église Saint-Martin de Lavall est une église romane (IXe et Xe siècles).
- L'église Sainte-Marie-Madeleine de la Veda, autre église romane.
- Église Sainte-Marie de Coberta.
- La Vallée des Tortues est un parc animalier présentant plus de trente espèces de tortues.
- La Grotte de la Tortue est un abri sous roche de La Vallée de Lavall. Les silex retrouvés dans cette Grotte sont conservés à la Maison du patrimoine Françoise-Claustre à Céret.[réf. nécessaire]
- Le cadran solaire monumental de l'artiste Marc-André 2 Figueres est un projet monumental de douze mètres de haut et installé en 2013 en hommage au padre Himalaya qui construisit le plus grand four solaire de l'époque, en 1900, à Sorède[64],[65].

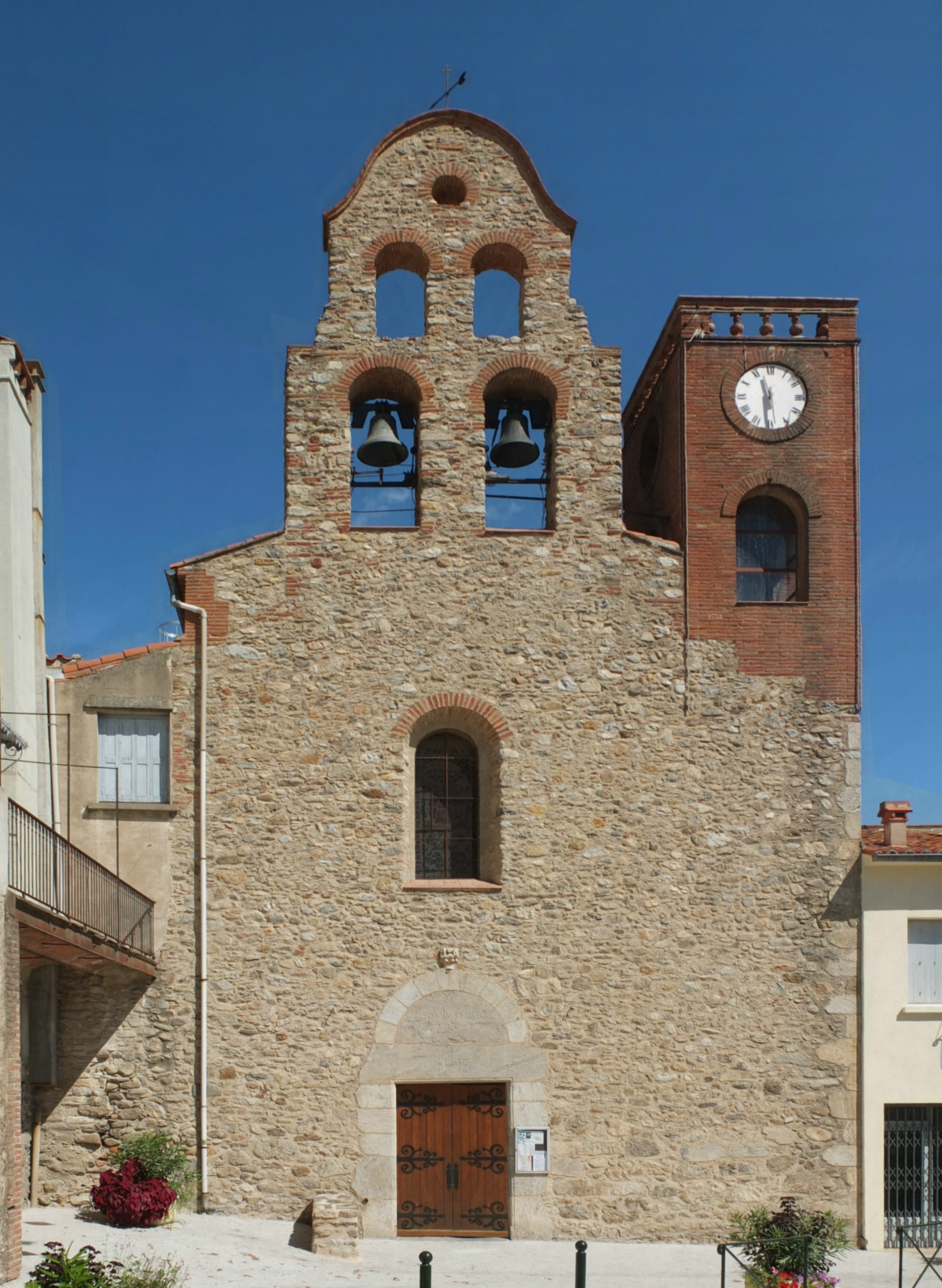
L'église Saint-Assiscle et Sainte-Victoire
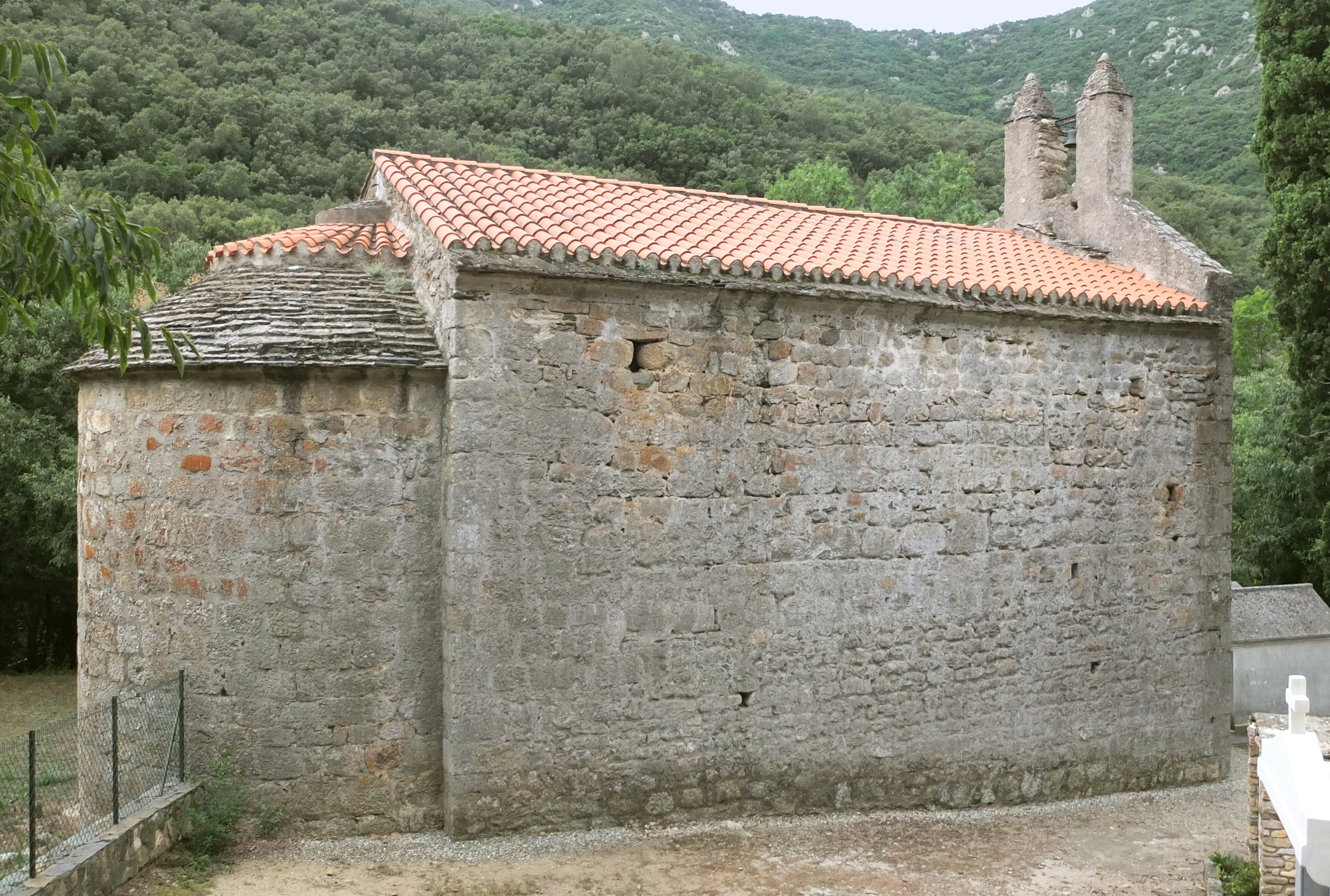
L'église Saint-Martin de Lavall
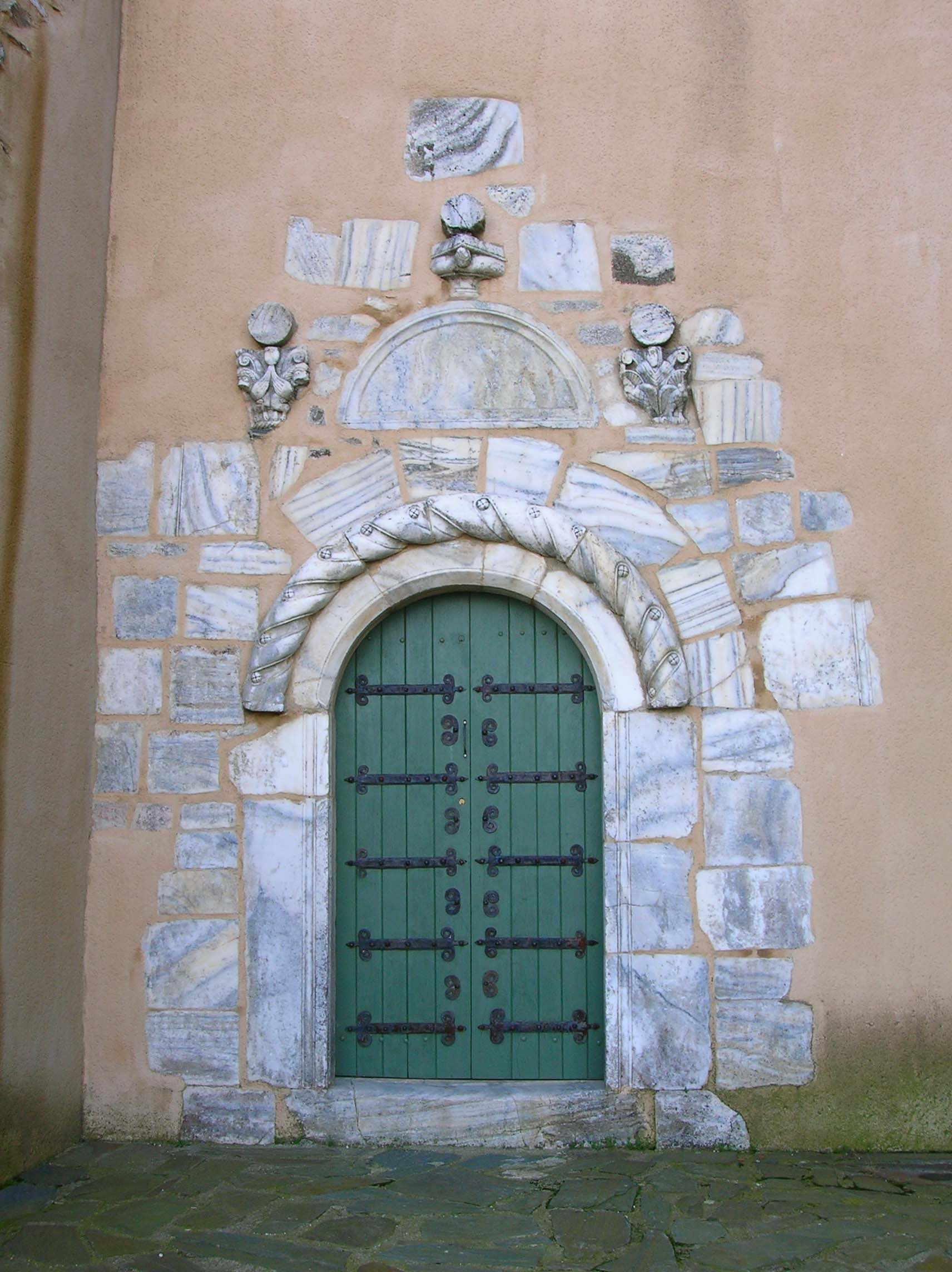
Portail de Notre-Dame du Château d'Ultrera

### Personnalités liées à la commune
- François Gastu (1834-1908), homme politique né à Sorède, député de l'Algérie française de 1876 à 1881.
- Le père Manuel António Gomes, dit « Padre Himalaya », scientifique d'origine portugaise qui élabora à Sorède (à Notre-Dame du Château) le premier four solaire des Pyrénées-Orientales en 1900.
- Jean Carbonne dit « mousquit », « el ninou » ou « el ninot », né le 6 novembre 1902 à Sorède et décédé le 13 décembre 1952. Joueur de rugby à XV. Champion de France de rugby à XV avec l'U.S.A.P. en 1925 et finaliste en 1924 et 1926. Une sélection en équipe de France de rugby à XV en 1927. Demi de mêlée (1,60 m, 60 kg).

### Héraldique
| Blason de Sorède | Blason  | D'or au chêne au naturel.                        |
| Blason de Sorède | Détails | Le statut officiel du blason reste à déterminer. |